# Теракт в Дакке 1 июля 2016 года
Теракт в Дакке произошёл 1 июля 2016 года. В 21:20 по местному времени семь боевиков открыли стрельбу в ресторане Holey Artisan Bakery в районе Гульшан в дипломатической части города Дакка, Бангладеш. Они также взорвали несколько бомб, взяли несколько десятков человек в заложники и в перестрелке убили двух полицейских. По сообщению очевидцев, во время атаки они кричали: «Аллах Акбар!».
Погибло 29 человек: 18 иностранных граждан, 2 местных заложника, 2 сотрудника полиции, 2 сотрудника ресторана и 5 боевиков. Силами полиции Бангладеш были освобождены 13 заложников и задержан один из боевиков. По словам начальника полиции Дакки, все семеро нападавших были гражданами Бангладеш.
Игроки сборной Италии в полуфинальном матче чемпионата Европы по футболу 2016 против сборной Германии надели траурные ленточки в память о погибших в теракте итальянцах.
| Гражданство | Количество |
| ----------- | ---------- |
| Италия      | 9          |
| Япония      | 7          |
| Бангладеш   | 4          |
| Индия       | 1          |
| США         | 1          |
| Всего       | 22         |